# 1818.
◄ | 18. stoljeće | 19. stoljeće | 20. stoljeće | ►
◄ | 1780-ih | 1790-ih | 1800-ih | 1810-ih | 1820-ih | 1830-ih | 1840-ih | ►
◄◄ | ◄ | 1815. | 1816. | 1817. | 1818. | 1819. | 1820. | 1821. | ► | ►►
Arhitektura • Astronomija • Biologija • Glazba • Kazalište • Kemija • Kiparstvo • Knjige • Književnost • Kršćanstvo • Meteorologija • Medicina • Politika • Pravo • Promet • Slikarstvo • Šport • Znanost

## Događaji
- 4. kolovoza – Prvi službeno zabilježen uspon na alpski vrh Aiguille du Midi.
- 30. rujna do 21. studenog u Aachenu je održan Aachenski kongres između država Svete Alijanse.
- Antun Mihanović pronašao je rukopis Gundulićeva Osmana u Veneciji i potaknuo njegovo objavljivanje
- Đuro Šporer objavio je "Oglasnik ilirski"

## Rođenja
- 8. ožujka – Ruggiero Leoncavallo, talijanski skladatelj († 1919.)
- 11. ožujka – Marius Petipa, francuski i ruski baletan († 1910.)
- 19. ožujka – Petar Preradović, hrvatski književnik († 1872.)
- 5. svibnja – Karl Marx, njemački filozof i revolucionar († 1883.)
- 8. srpnja – Ivan Franjo Jukić, hrvatski književnik, kulturni i politički djelatnik († 1875.)
- 30. srpnja – Emily Brontë, engleska književnica († 1848.)
- 9. studenog – Ivan Sergejevič Turgenjev, ruski književnik (†1883.)
- 24. prosinca – James Prescott Joule, engleski fizičar († 1889.)

## Smrti
- 6. lipnja – Jan Henryk Dąbrowski, poljski general (* 1755.)
- 19. rujna – Louis Gaultier, francuski pedagog i reformator obrazovanja (* 1745. ili 1746.)
- 8. prosinca – Johan Gahn, švedski kemičar i otkrivač mangana (* 1745.)

## Vanjske poveznice
|  | Zajednički poslužitelj ima još gradiva o temi 1818. |